# Карабалдыр (Огузский район)
Карабалдыр (азерб. Qarabaldır) — село в Огузском районе Азербайджана. Входит в Керимлинский муниципалитет.

## География
Село расположено на левом берегу реки Алиджанчай на расстоянии 16 км к югу от районного центра Огуза. К западу от Карабалдыра расположено соседнее село Керимли.

## История
В своде статистических данных о населении Закавказского края 1886 года упоминается село Карабалдыръ Варданлинского сельского общества с жителями азербайджанцами указанными как «татары».
Число жителей — 106 человек. Вероисповедание — мусульмане-сунниты.
В Памятной книжке Елисаветпольской губернии на 1910 год, указывается селение Карабалдыръ Халхало-Падарского сельского общества с населением 90 человек. Жители обозначаются как азербайджанцы-сунниты (в источнике «татары»-сунниты).
Согласно результатам Азербайджанской сельскохозяйственной переписи 1921 года Карабалдыр населяли 111 человек (25 хозяйств), преобладающая национальность — тюрки-азербайджанцы.

## Известные уроженцы
- Алиева, Зияфат Мустафа кызы — советский азербайджанский табаковод, Герой Социалистического Труда.